# Fisklösen (Mora socken, Dalarna, vid Överläden)
Fisklösen är en sjö i Mora kommun i Dalarna och ingår i Dalälvens huvudavrinningsområde. Sjöns area är 0,025 kvadratkilometer och den är belägen 447 meter över havet.